# Nanteuil-Auriac-de-Bourzac
Pour les articles homonymes, voir Nanteuil, Auriac et Bourzac.
Nanteuil-Auriac-de-Bourzac est une commune française située dans le département de la Dordogne, en région Nouvelle-Aquitaine.

## Géographie

### Localisation et accès
Nanteuil-Auriac-de-Bourzac est une commune du canton de Verteillac au nord-ouest de la Dordogne. Elle est limitrophe du département de la Charente, et c'est la Lizonne qui en fait la limite à l'ouest.
La commune est traversée d'ouest en est par la D.1, route de Montmoreau (appelée D.24 en Charente) à Périgueux par la Tour-Blanche, qui franchit la crête par de nombreux virages, et par la D.100 qui longe la vallée de la Pude.

### Communes limitrophes
Nanteuil-Auriac-de-Bourzac est limitrophe de sept autres communes dont deux dans le département de la Charente.
|                             | Vendoire                   | Champagne-et-Fontaine  |
| Salles-Lavalette (Charente) | Nanteuil-Auriac-de-Bourzac | La Chapelle-Grésignac  |
| Palluaud (Charente)         | Bouteilles-Saint-Sébastien | Saint-Martial-Viveyrol |

### Géologie et relief

#### Géologie
Situé sur la plaque nord du Bassin aquitain et bordé à son extrémité nord-est par une frange du Massif central, le département de la Dordogne présente une grande diversité géologique. Les terrains sont disposés en profondeur en strates régulières, témoins d'une sédimentation sur cette ancienne plate-forme marine. Le département peut ainsi être découpé sur le plan géologique en quatre gradins différenciés selon leur âge géologique. Nanteuil-Auriac-de-Bourzac est située dans le troisième gradin à partir du nord-est, un plateau formé de calcaires hétérogènes du Crétacé.
Les couches affleurantes sur le territoire communal sont constituées de formations superficielles du Quaternaire datant du Cénozoïque, de roches sédimentaires du Mésozoïque.
On trouve le Campanien, calcaire crayeux, sur presque toute la surface communale, avec une petite zone de Santonien au nord-est.
Les vallées de la Lizonne et de la Pude sont occupées par des alluvions récentes du Quaternaire composées de sable et tourbe. Quelques parties du lit de la Pude sont occupées par des formations de tuf carbonaté appelées « bouchots », provoquant des tourbières plus en amont,,.
Cette région vallonnée de calcaire campanien de la Dordogne s'appelle la Champagne périgourdine, pendant de la Champagne charentaise à l'ouest de la Lizonne.
La formation la plus ancienne, notée c4b-c, date du Santonien moyen à supérieur, composée de calcaire crayo-glauconieux avec niveaux à huîtres (Pycnodonte vesicularis), devenant au sommet plus grossier à silex et rudistes (formation de Saint-Félix-de-Reillac), faciès pouvant évoluer vers des sables fins et grès carbonatés à rudistes. La formation la plus récente, notée CFvs, fait partie des formations superficielles de type colluvions carbonatées de vallons secs : sable limoneux à débris calcaires et argile sableuse à débris. Le descriptif de ces couches est détaillé dans  les feuilles « no 733 - Montmoreau » et « no 757 - Ribérac » de la carte géologique au 1/50 000 de la France métropolitaine, et leurs notices associées,.

Carte géologique de Nanteuil-Auriac-de-Bourzac.

#### Relief et paysages

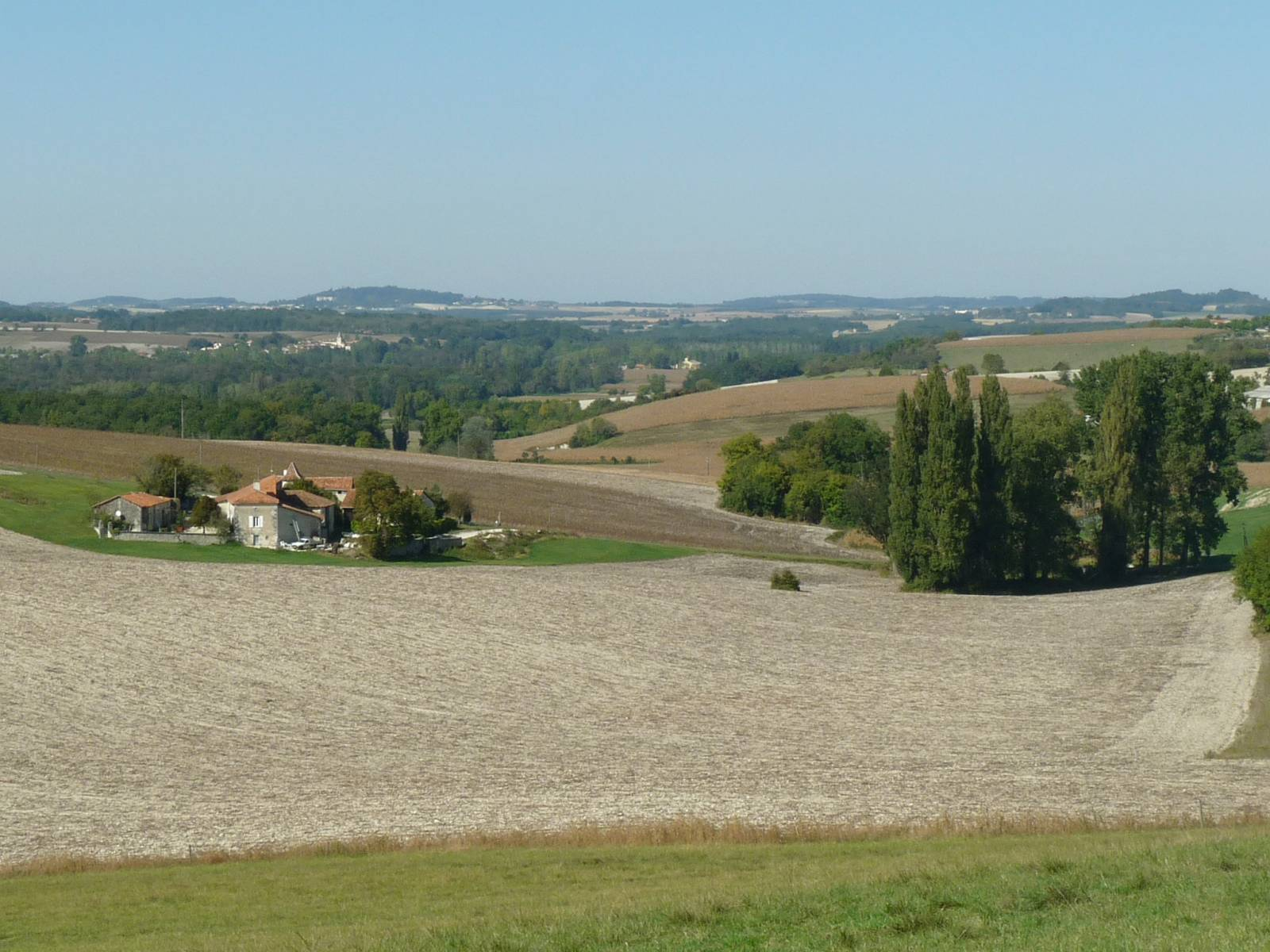
Les coteaux calcaires. Vue vers la Lizonne

Le département de la Dordogne se présente comme un vaste plateau incliné du nord-est (491 m, à la forêt de Vieillecour dans le Nontronnais, à Saint-Pierre-de-Frugie) au sud-ouest (2 m à Lamothe-Montravel). Le point le plus bas de la commune (61 mètres) est à la limite sud-ouest de la commune, au confluent de la Pude et de la Lizonne. Le point culminant est à 180 mètres. Ces deux vallées parallèles sont séparées par une crête assez haute (150 mètres d'altitude). Le bourg de Nanteuil-de-Bourzac s'abrite sur le flanc est de cette crête, alors qu'Auriac est plus en aval, côté Lizonne.
Dans le cadre de la Convention européenne du paysage entrée en vigueur en France le 1er juillet 2006, renforcée par la loi du 8 août 2016 pour la reconquête de la biodiversité, de la nature et des paysages, un atlas des paysages de la Dordogne a été élaboré sous maîtrise d’ouvrage de l’État et publié en octobre 2020. Les paysages du département s'organisent en huit unités paysagères,. La commune est dans le Ribéracois, une région naturelle possédant un relief vallonné avec des altitudes moyennes comprises autour des 130-160 m, sculpté par la Dronne et ses nombreux affluents. Les paysages sont ondulés de grandes cultures dont les vastes horizons contrastent avec les paysages plus cloisonnés de la Dordogne,.
La superficie cadastrale de la commune publiée par l'Insee, qui sert de référence dans toutes les statistiques, est de 20,92 km2,,. La superficie géographique, issue de la BD Topo, composante du Référentiel à grande échelle produit par l'IGN, est quant à elle de 20,81 km2.

### Hydrographie

#### Réseau hydrographique
La commune est située dans le bassin de la Dordogne au sein du Bassin Adour-Garonne. Elle est drainée par la Lizonne, la Pude, et par divers petits cours d'eau, qui constituent un réseau hydrographique d'une trentaine de kilomètres de longueur totale,.
La Lizonne, appelée Nizonne dans sa partie amont, d'une longueur totale de 60,49 km, prend sa source dans la commune de Sceau-Saint-Angel et se jette ans la Dronne en rive droite, en limite d'Allemans et de Saint-Séverin, face à la commune de Bourg-du-Bost,. Elle marque la limite occidentale de la commune et du département du nord-ouest au sud-ouest, sur six kilomètres et demi, face à Salles-Lavalette et Palluaud. Son cours se divise en de nombreux bras, formant des îles.
La Pude, d'une longueur totale de 19,75 km, prend sa source dans la commune de Gout-Rossignol et se jette en rive gauche de la Lizonne, en limite de Bouteilles-Saint-Sébastien et de Nanteuil-Auriac-de-Bourzac, face à Palluaud,. Elle traverse la commune du nord-est au sud-ouest sur neuf kilomètres jusqu'à son confluent avec la Lizonne. Sur ses deux derniers kilomètres, elle sert de limite naturelle, face à Bouteilles-Saint-Sébastien.

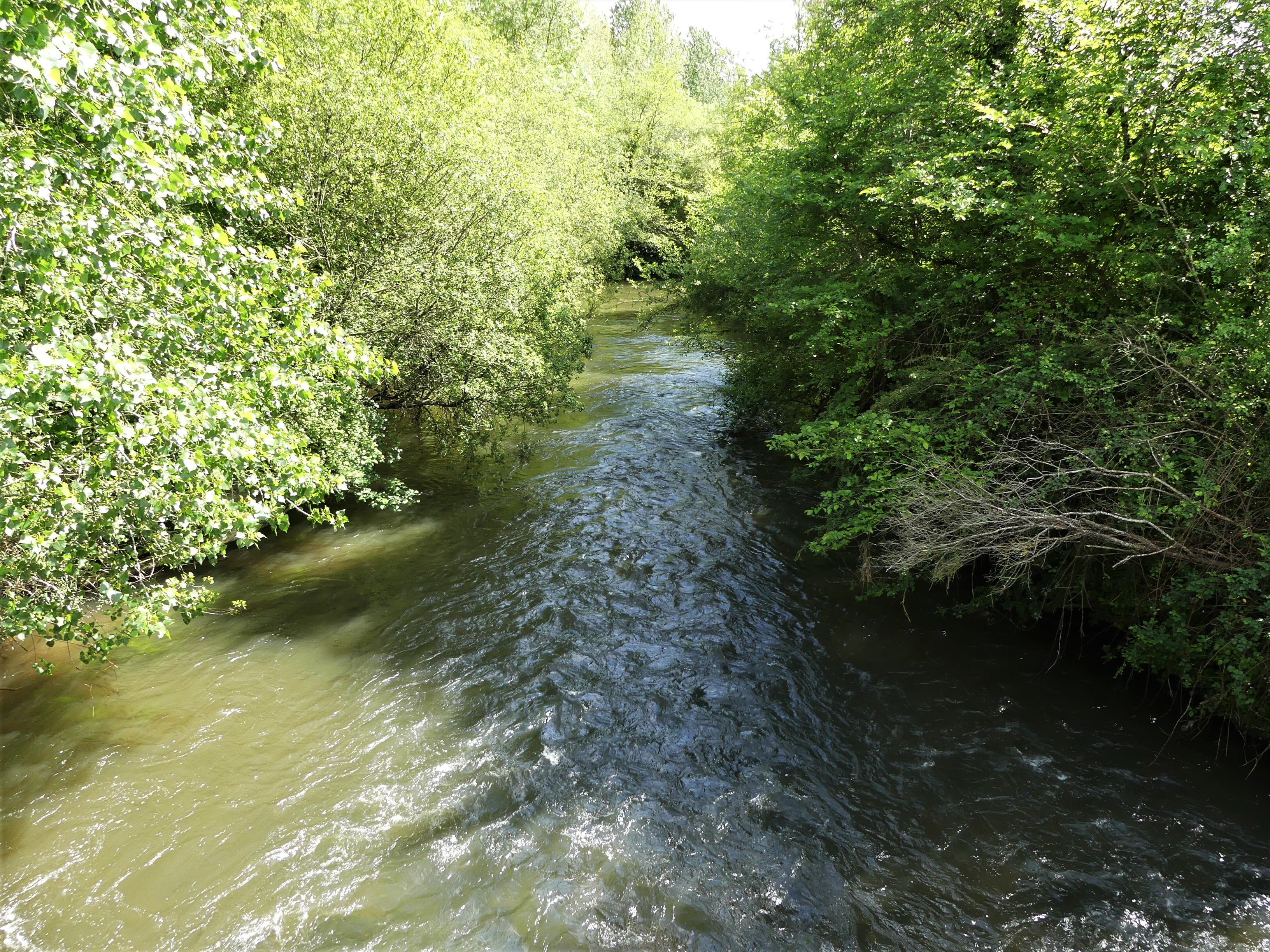
La Lizonne en limite de Salles-Lavalette et Nanteuil-Auriac-de-Bourzac.
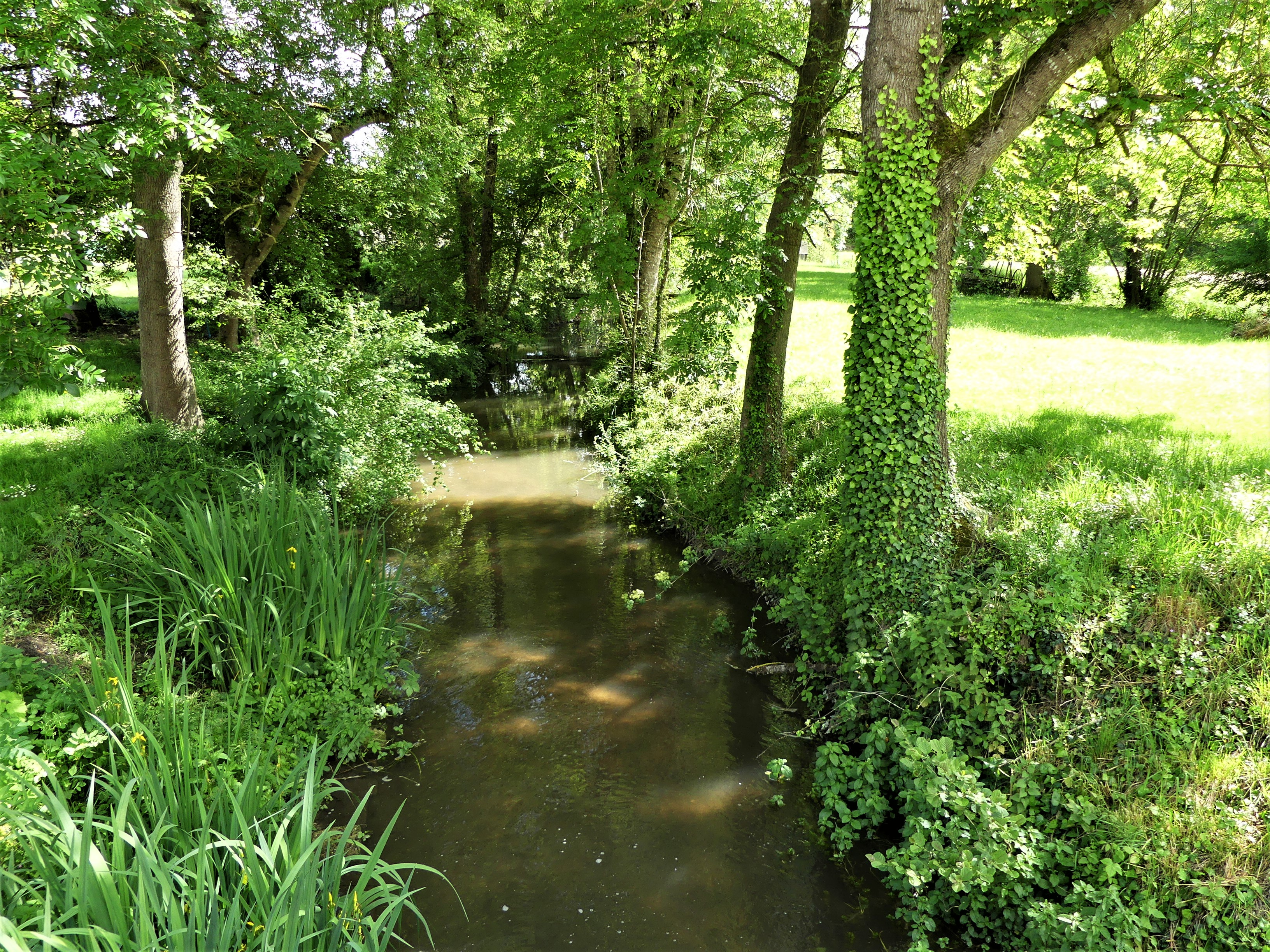
Bras de la Lizonne au Moulin du Treuil.
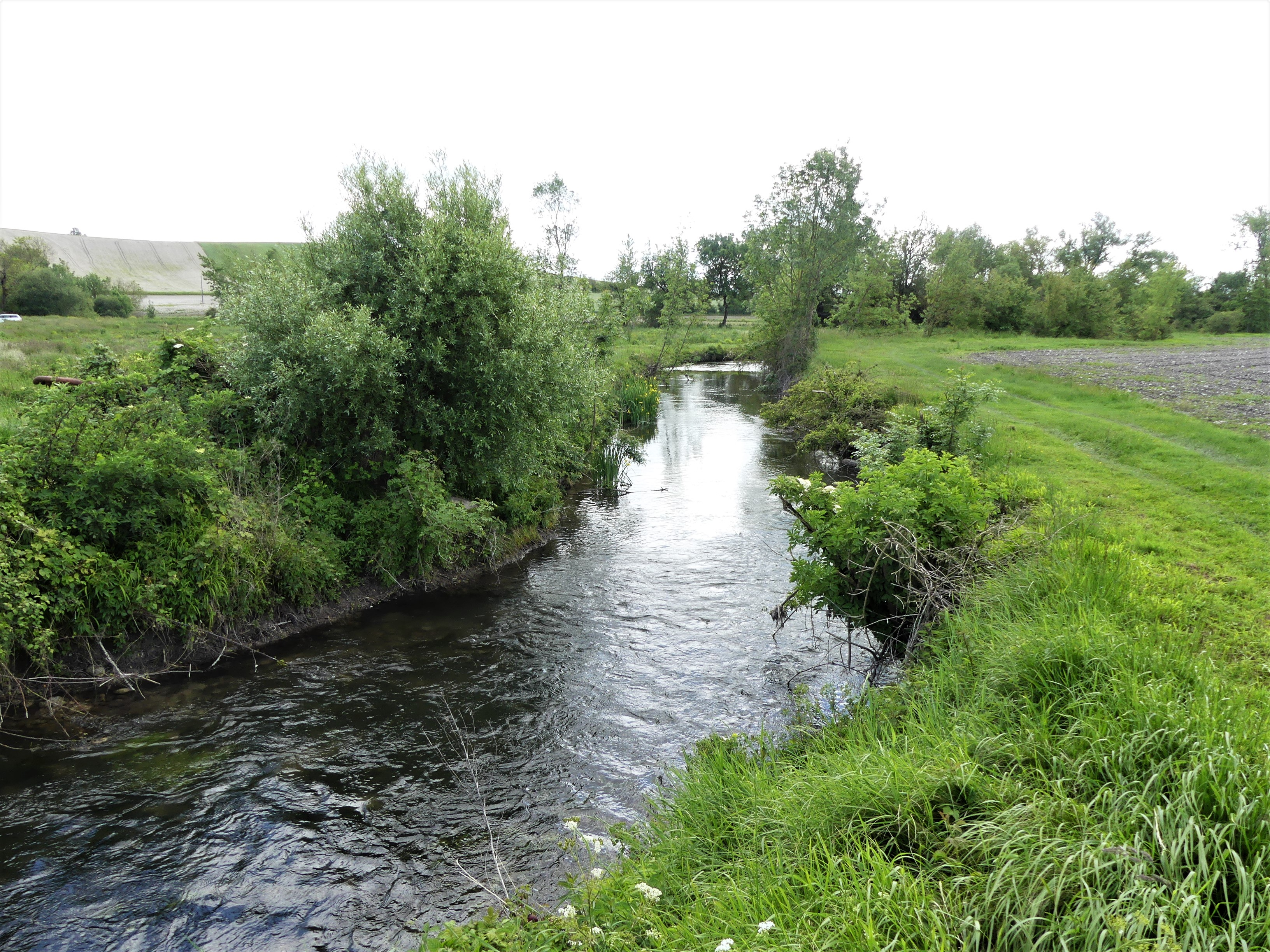
La Pude en limite de Bouteilles-Saint-Sébastien et de Nanteuil-Auriac-de-Bourzac.
Réseaux hydrographique et routier de Nanteuil-Auriac-de-Bourzac.

#### Gestion et qualité des eaux
Le territoire communal est couvert par le schéma d'aménagement et de gestion des eaux (SAGE) « Isle - Dronne ». Ce document de planification, dont le territoire regroupe les bassins versants de l'Isle et de la Dronne, d'une superficie de 7 500 km2, a été approuvé le 2 août 2021. La structure porteuse de l'élaboration et de la mise en œuvre est l'établissement public territorial de bassin de la Dordogne (EPIDOR). Il définit sur son territoire les objectifs généraux d’utilisation, de mise en valeur et de protection quantitative et qualitative des ressources en eau superficielle et souterraine, en respect des objectifs de qualité définis dans le troisième SDAGE  du Bassin Adour-Garonne qui couvre la période 2022-2027, approuvé le 10 mars 2022.
La qualité des eaux de baignade et des cours d’eau peut être consultée sur un site dédié géré par les agences de l’eau et l’Agence française pour la biodiversité.

### Climat
Pour des articles plus généraux, voir Climat de la Nouvelle-Aquitaine et Climat de la Dordogne.
Historiquement, la commune est exposée à un climat océanique aquitain.  
En 2020, Météo-France publie une typologie des climats de la France métropolitaine dans laquelle la commune est dans une zone de transition entre le climat océanique et le climat océanique altéré et est dans la région climatique  Aquitaine, Gascogne, caractérisée par une pluviométrie abondante au printemps, modérée en automne, un faible ensoleillement au printemps, un été chaud (19,5 °C), des vents faibles, des brouillards fréquents en automne et en hiver et des orages fréquents en été (15 à 20 jours).
Pour la période 1971-2000, la température annuelle moyenne est de 12,3 °C, avec  une amplitude thermique annuelle de 14,6 °C. Le cumul annuel moyen de précipitations est de 866 mm, avec 11,5 jours de précipitations en janvier et 6,7 jours en juillet. Pour la période 1991-2020, la température moyenne annuelle observée sur la station météorologique la plus proche, située sur la commune de Saint-Martial-Viveyrol à 5 km à vol d'oiseau, est de 13,3 °C et le cumul annuel moyen de précipitations est de 862,3 mm,. Pour l'avenir, les paramètres climatiques de la commune estimés pour 2050 selon différents scénarios d’émission de gaz à effet de serre sont consultables sur un site dédié publié par Météo-France en novembre 2022.

### Milieux naturels et biodiversité

#### ZNIEFF
Les vallées de la Lizonne et de son affluent la Pude sont protégées dans leur traversée de la commune au titre de la zone naturelle d'intérêt écologique, faunistique et floristique (ZNIEFF) de type II « Vallée de la Nizonne »,.
Sa faune est constituée d'environ 250 espèces dont trente sont considérées comme déterminantes :
- vingt mammifères, dont la Loutre d'Europe (Lutra lutra), le Vison d'Europe (Mustela lutreola) et dix-huit espèces de chauves-souris : la Barbastelle d'Europe (Barbastella barbastellus), le Grand murin (Myotis myotis), le Grand rhinolophe (Rhinolophus ferrumequinum), le Minioptère de Schreibers (Miniopterus schreibersii), le Murin à moustaches (Myotis mystacinus), le Murin à oreilles échancrées (Myotis emarginatus), le Murin de Bechstein (Myotis bechsteinii), le Murin de Daubenton (Myotis daubentonii), le Murin de Natterer (Myotis nattereri), la Noctule commune (Nyctalus noctula), la Noctule de Leisler (Nyctalus leisleri), l'Oreillard gris (Plecotus austriacus), l'Oreillard roux (Plecotus auritus), le Petit murin (Myotis blythii), le Petit rhinolophe (Rhinolophus hipposideros), la Pipistrelle de Kuhl (Pipistrellus kuhlii), la Pipistrelle de Nathusius (Pipistrellus nathusii) et la Sérotine commune (Eptesicus serotinus) ;
- sept insectes dont quatre papillons : l'Azuré de la croisette (Phengaris rebeli), l'Azuré de la sanguisorbe (Phengaris teleius), le Cuivré des marais (Lycaena dispar), le Fadet des laîches (Coenonympha oedippus), et trois libellules : l'Agrion de Mercure (Coenagrion mercuriale), la Cordulie à corps fin (Oxygastra curtisii) et le Gomphe de Graslin (Gomphus graslinii) ;
- deux amphibiens, la Rainette verte (Hyla arborea) et le Triton marbré (Triturus marmoratus) ;
- un reptile : la Cistude d'Europe (Emys orbicularis).

Sa flore est également riche de plus de deux cents espèces de plantes, dont neuf sont considérées comme déterminantes : la Fritillaire pintade (Fritillaria meleagris), la Gentiane des marais (Gentiana pneumonanthe), l'Hélianthème blanc (Helianthemum canum), l'Orchis à fleurs lâches (Anacamptis laxiflora), l'Orpin de Nice (Sedum sediforme), le Pigamon jaune (Thalictrum flavum), la Sabline des chaumes (Arenaria controversa), le Scirpe des bois (Scirpus sylvaticus) et l'Utriculaire citrine (Utricularia australis).
Sur le territoire communal, sur une vingtaine d'hectares en amont du lieu-dit la Grande Champagne, une petite zone riveraine de la Lizonne, fait partie d'une ZNIEFF de type I « Marais alcalins de la vallée de la Nizonne », dans laquelle ont été recensées douze espèces déterminantes d'animaux : l'Agrion de Mercure (Coenagrion mercuriale), l'Azuré de la croisette (Phengaris rebeli), l'Azuré de la sanguisorbe (Phengaris teleius), la Cistude (Emys orbicularis), la Cordulie à corps fin (Oxygastra curtisii), le Cuivré des marais (Lycaena dispar), le Fadet des laîches (Coenonympha oedippus), le Gomphe de Graslin (Gomphus graslinii), la Loutre d'Europe (Lutra lutra), la Rainette verte (Hyla arborea), le Triton marbré (Triturus marmoratus) et le Vison d'Europe (Mustela lutreola), ainsi que cinq espèces déterminantes de plantes : la Fritillaire pintade (Fritillaria meleagris), la Gentiane des marais (Gentiana pneumonanthe), le Pigamon jaune (Thalictrum flavum), la Sagittaire à feuilles en flèche (Sagittaria sagittifolia) et l'Utriculaire citrine (Utricularia australis). Par ailleurs, 160 autres espèces animales et 156 autres espèces végétales y ont été répertoriées.
Deux zones réduites formant un total d'à peine vingt hectares (notamment au niveau du moulin de Fagnac) font partie d'une autre ZNIEFF de type I « Vallée de la Pude » composée « d'anciennes tourbières et les petits vallons dominés par les milieux humides "naturels" (prairies, roselières, sources, boisements de saules », dans laquelle ont été recensés deux espèces déterminantes d'odonates, le Gomphe semblable (Gomphus simillimus) et le Gomphe vulgaire (Gomphus vulgatissimus). Trente-sept autres espèces animales y ont également été répertoriées (seize odonates et 21 oiseaux) ainsi qu'une trentaine d'espèces végétales.
Selon l'Inventaire national du patrimoine naturel (INPN), le site « Tourbières de Vendoire » concerne la commune de Nanteuil-Auriac-de-Bourzac. Dans les faits, les communes du département de la Dordogne mentionnées par la fiche ne font que tangenter cette zone naturelle d'intérêt écologique, faunistique et floristique (ZNIEFF), intégralement comprise dans le département de la Charente, comme le montre la carte du site. Ces communes de Dordogne, dont Nanteuil-Auriac-de-Bourzac, sont traitées dans la ZNIEFF « Vallée de la Nizonne » décrite ci-dessus,.

#### Natura 2000
Dans leur traversée de la commune, la Lizonne, la Pude (sur ses quatre derniers kilomètres) et leurs vallées font partie d'une zone du réseau Natura 2000 « Vallée de la Nizonne » avec vingt espèces animales inscrites à l'annexe II de la directive 92/43/CEE de l'Union européenne :
- sept insectes : l'Agrion de Mercure (Coenagrion mercuriale), l'Azuré de la sanguisorbe (Phengaris teleius), la Cordulie à corps fin (Oxygastra curtisii), le Cuivré des marais (Lycaena dispar), le Damier de la succise (Euphydryas aurinia), le Fadet des laîches (Coenonympha oedippus) et le Gomphe de Graslin (Gomphus graslinii) ;
- dix mammifères : la Loutre d'Europe (Lutra lutra), le Vison d'Europe (Mustela lutreola), et huit chauves-souris : la Barbastelle d'Europe (Barbastella barbastellus), le Grand murin (Myotis myotis), le Grand rhinolophe (Rhinolophus ferrumequinum), le Minioptère de Schreibers (Miniopterus schreibersii), le Murin à oreilles échancrées (Myotis emarginatus), le Murin de Bechstein (Myotis bechsteinii), le Petit murin (Myotis blythii) et le Petit rhinolophe (Rhinolophus hipposideros) ;
- deux poissons : le Chabot fluviatile (Cottus perifretum) et la Lamproie de Planer (Lampetra  planeri) ;
- un reptile : la Cistude (Emys orbicularis).

## Urbanisme

### Typologie
Au 1er janvier 2024, Nanteuil-Auriac-de-Bourzac est catégorisée commune rurale à habitat très dispersé, selon la nouvelle grille communale de densité à 7 niveaux définie par l'Insee en 2022.
Elle est située hors unité urbaine et hors attraction des villes,.

### Occupation des sols
L'occupation des sols de la commune, telle qu'elle ressort de la base de données européenne d’occupation biophysique des sols Corine Land Cover (CLC), est marquée par l'importance des territoires agricoles (94,8 % en 2018), une proportion sensiblement équivalente à celle de 1990 (95,1 %). La répartition détaillée en 2018 est la suivante : 
terres arables (85,4 %), zones agricoles hétérogènes (9,3 %), forêts (5,2 %). L'évolution de l’occupation des sols de la commune et de ses infrastructures peut être observée sur les différentes représentations cartographiques du territoire : la carte de Cassini (XVIIIe siècle), la carte d'état-major (1820-1866) et les cartes ou photos aériennes de l'IGN pour la période actuelle (1950 à aujourd'hui).

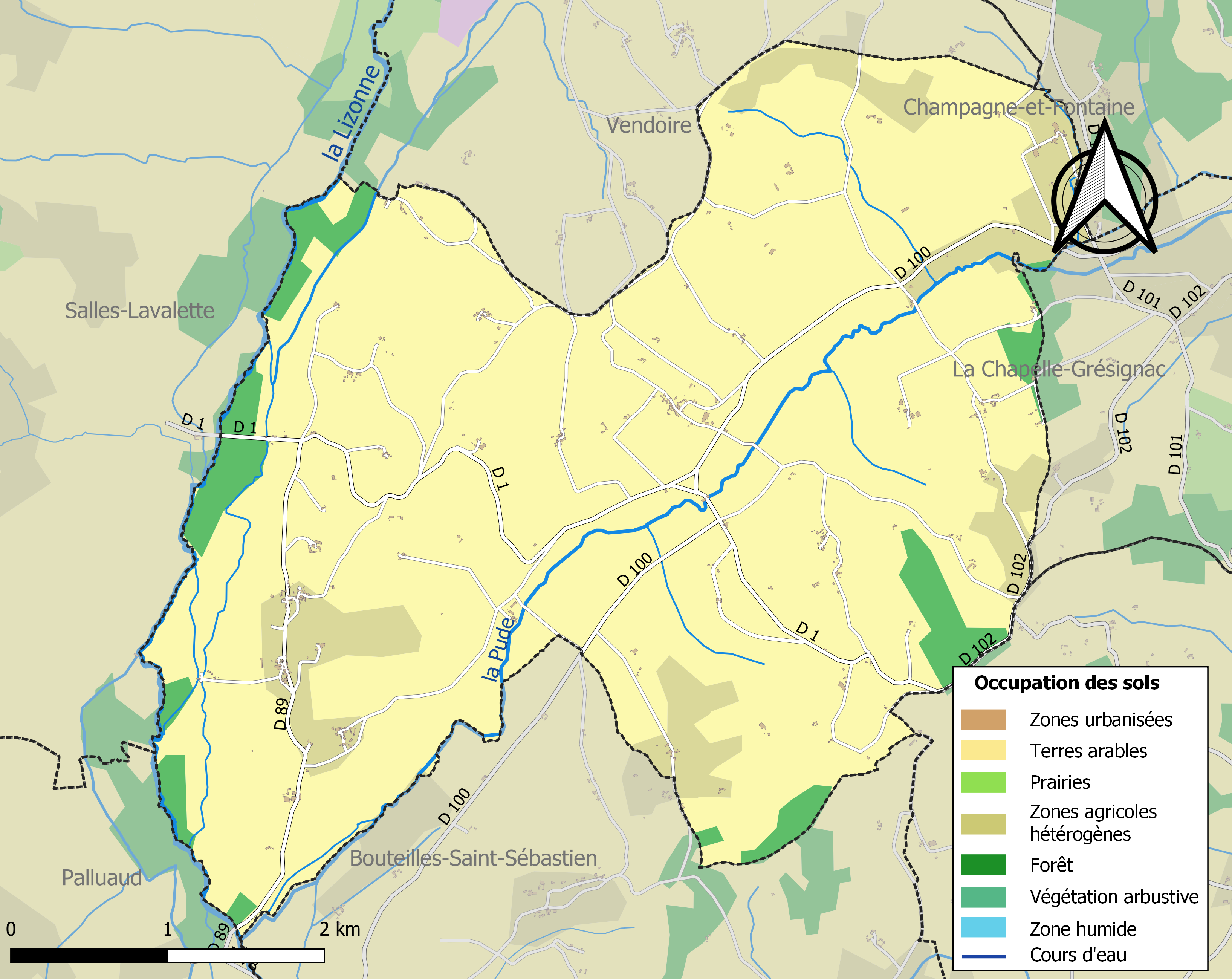
Carte des infrastructures et de l'occupation des sols de la commune en 2018 (CLC).

### Prévention des risques
Le territoire de la commune de Nanteuil-Auriac-de-Bourzac est vulnérable à différents aléas naturels : météorologiques (tempête, orage, neige, grand froid, canicule ou sécheresse), inondations, feux de forêts, mouvements de terrains et séisme (sismicité faible). Un site publié par le BRGM permet d'évaluer simplement et rapidement les risques d'un bien localisé soit par son adresse soit par le numéro de sa parcelle.
Certaines parties du territoire communal sont susceptibles d’être affectées par le risque d’inondation par débordement de cours d'eau, notamment la Lizonne et la Pude. La commune a été reconnue en état de catastrophe naturelle au titre des dommages causés par les inondations et coulées de boue survenues en 1982, 1983, 1991 et 1999,.
Nanteuil-Auriac-de-Bourzac est exposée au risque de feu de forêt. L’arrêté préfectoral du 14 mars 2013 fixe les conditions de pratique des incinérations et de brûlage dans un objectif de réduire le risque de départs d’incendie. À ce titre, des périodes sont déterminées : interdiction totale du 15 février au 15 mai et du 15 juin au 15 octobre, utilisation réglementée du 16 mai au 14 juin et du 16 octobre au 14 février. En septembre 2020, un plan inter-départemental de protection des forêts contre les incendies (PidPFCI) a été adopté pour la période 2019-2029,.

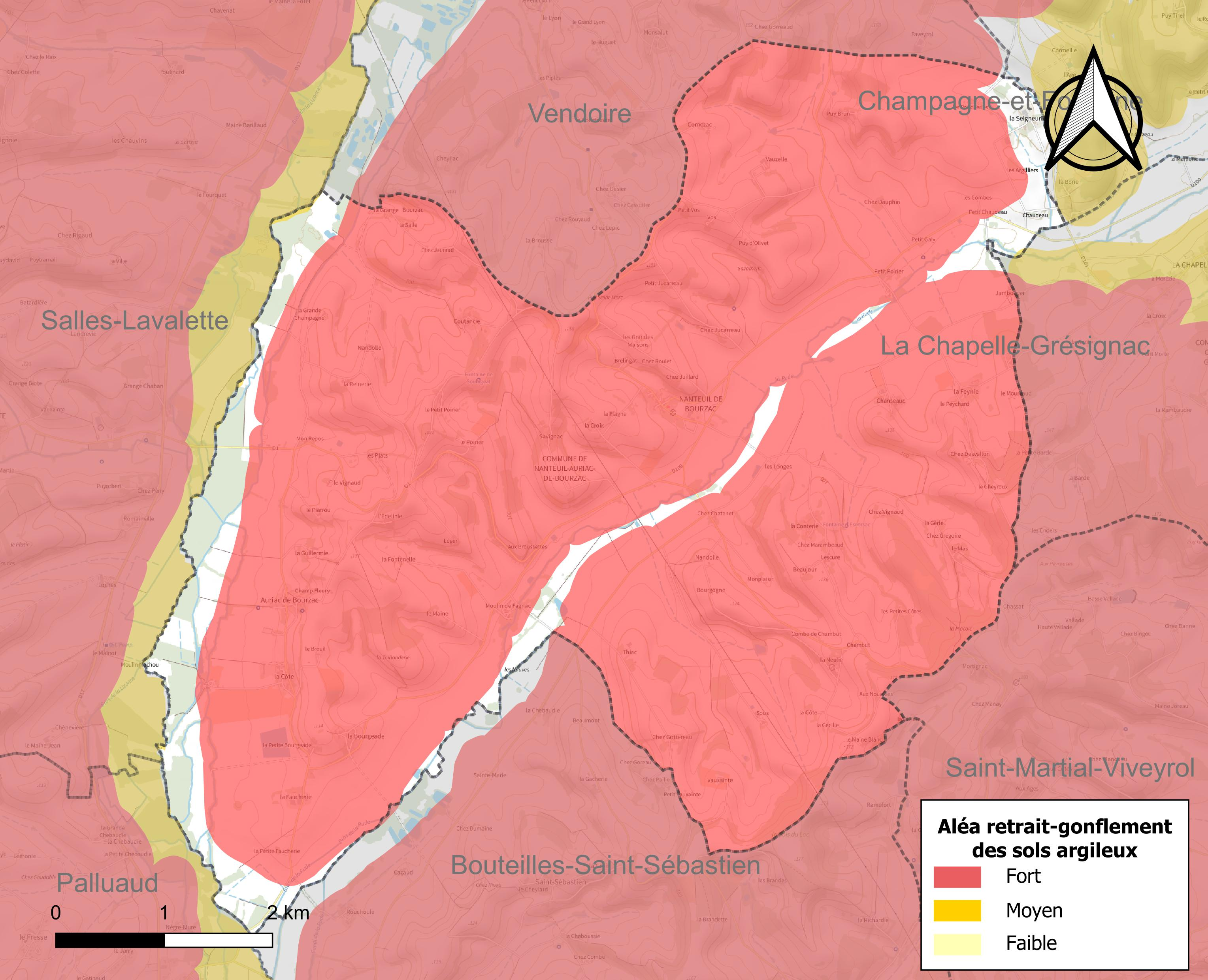
Carte des zones d'aléa retrait-gonflement des sols argileux de Nanteuil-Auriac-de-Bourzac.

Les mouvements de terrains susceptibles de se produire sur la commune sont des tassements différentiels. Le retrait-gonflement des sols argileux est susceptible d'engendrer des dommages importants aux bâtiments en cas d’alternance de périodes de sécheresse et de pluie. 91,1 % de la superficie communale est en aléa moyen ou fort (58,6 % au niveau départemental et 48,5 % au niveau national métropolitain). Depuis le 1er octobre 2020, en application de la loi ÉLAN, différentes contraintes s'imposent aux vendeurs, maîtres d'ouvrages ou constructeurs de biens situés dans une zone classée en aléa moyen ou fort,.
La commune a été reconnue en état de catastrophe naturelle au titre des dommages causés par la sécheresse en 1989 et par des mouvements de terrain en 1999.

## Toponymie
En occitan, la commune porte le nom de Nantuelh e Auriac de Borzac.

## Histoire
La forteresse médiévale de Bourzac, dont il ne reste que peu de vestiges, était située sur la commune.
Les anciennes communes de Nanteuil-de-Bourzac et Auriac-de-Bourzac ont fusionné le 1er janvier 1973 sous le nom de Nanteuil-Auriac-de-Bourzac.

## Politique et administration

### Rattachements administratifs
Dès 1790, la commune de Nanteuil-de-Bourzac a été rattachée au canton de Champaigne qui dépendait du district de Ribérac jusqu'en 1795, date de suppression des districts. Lorsque ce canton est supprimé par la loi du 8 pluviôse an IX (28 janvier 1801)  portant sur la « réduction du nombre de justices de paix », la commune est rattachée au canton de Verteillac dépendant de l'arrondissement de Ribérac. Ce dernier étant supprimé en 1926, ses communes sont alors rattachées à l'arrondissement de Périgueux.

### Intercommunalité
En juillet 2010, Nanteuil-Auriac-de-Bourzac rejoint la communauté de communes du Verteillacois créée plus de treize ans auparavant. Celle-ci est dissoute au 31 décembre 2013 et remplacée au 1er janvier 2014 par un intercommunalité élargie : la communauté de communes du Pays Ribéracois, renommée en 2019 communauté de communes du Périgord Ribéracois.

### Administration municipale
La population de la commune étant comprise entre 100 et 499 habitants au recensement de 2017, onze conseillers municipaux ont été élus en 2020,.

### Liste des maires

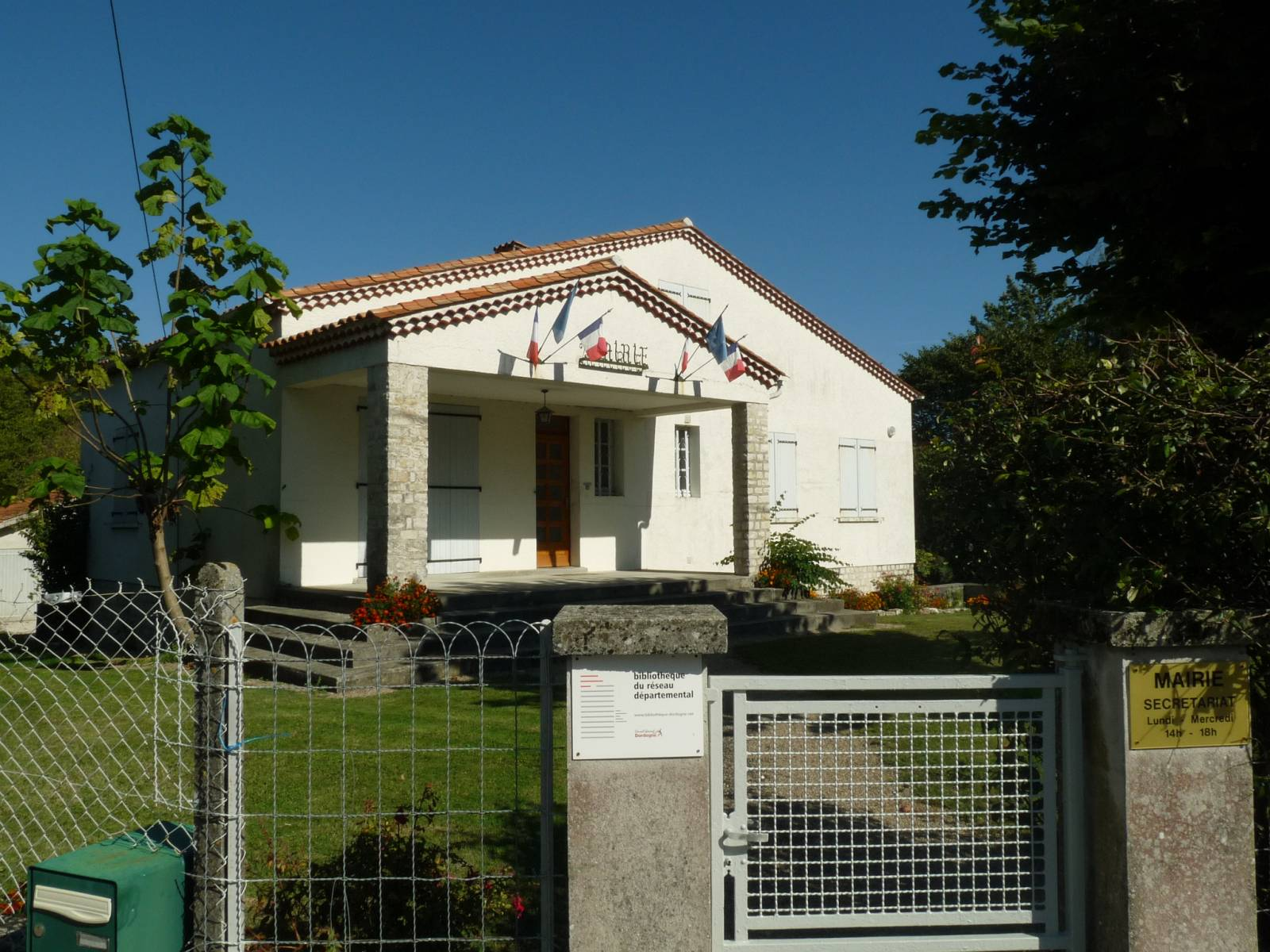
La mairie.

| Période                                  | Période       | Identité        | Étiquette | Qualité                              |
| ---------------------------------------- | ------------- | --------------- | --------- | ------------------------------------ |
| Les données manquantes sont à compléter. |               |                 |           |                                      |
|                                          |               |                 |           |                                      |
| ?                                        | novembre 1941 | Paul Pireaud    | ?         | Révoqué par le Gouvernement de Vichy |
|                                          |               |                 |           |                                      |
| avant 1995                               | 1995          | Roger Chatenet  | PS        |                                      |
| 1995                                     | avril 2014    | Jean-Paul Poupy | DVG       | Agriculteur                          |
| avril 2014                               | mai 2020      | Guy Nadal       |           |                                      |
| mai 2020                                 | En cours      | Sophie Gendron  |           |                                      |

### Jumelages

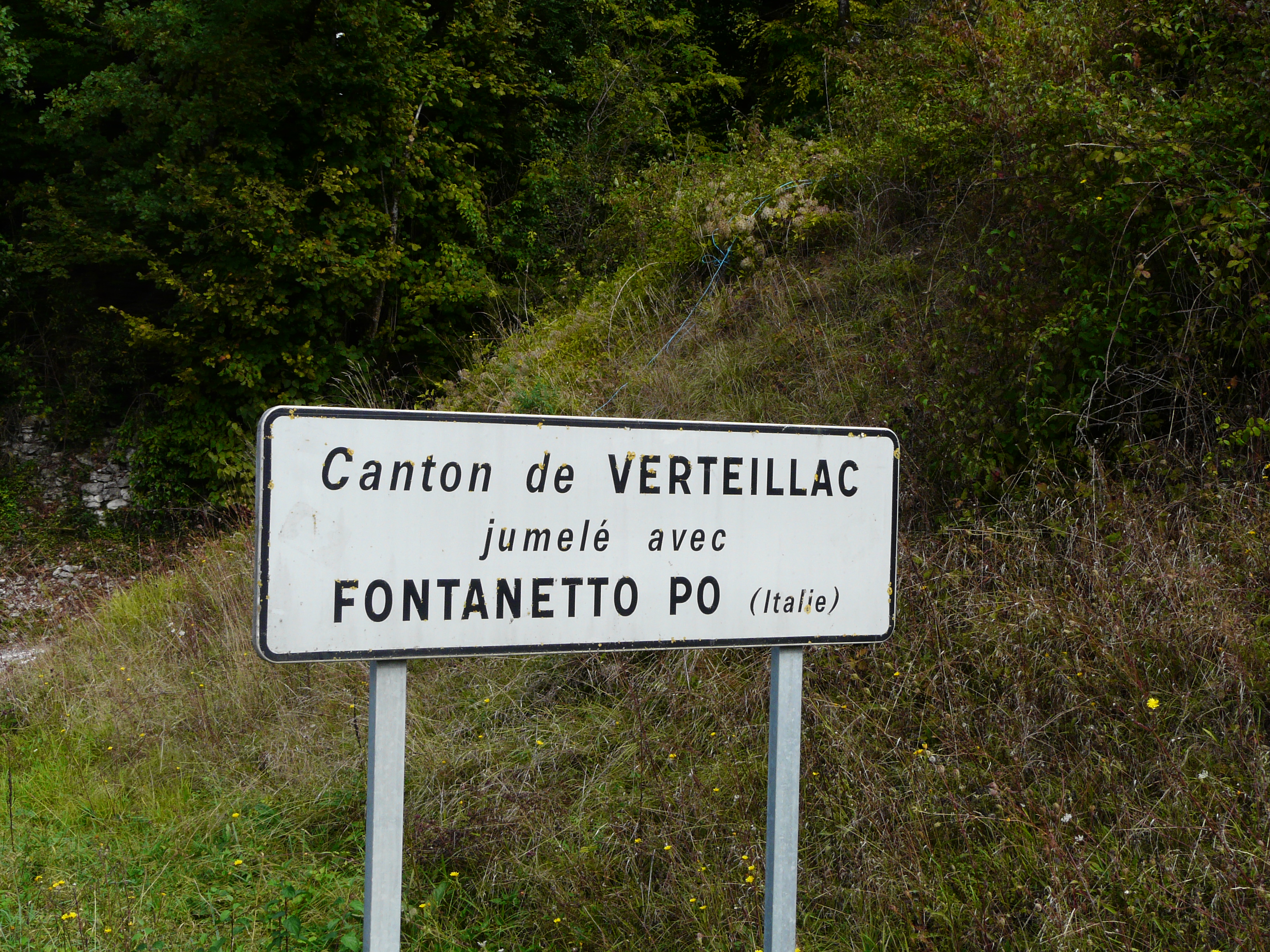
Panneau de jumelage du canton avec Fontanetto Po.

L'ensemble des communes de l'ancien canton de Verteillac, dont faisait partie Nanteuil-Auriac-de-Bourzac, est jumelé avec la commune italienne de Fontanetto Po depuis 1988.

## Équipements et services publics

### Justice
Dans le domaine judiciaire, Nanteuil-Auriac-de-Bourzac relève : 
- du tribunal judiciaire, du tribunal pour enfants, du conseil de prud'hommes et du tribunal de commerce de Périgueux ;
- du pôle Nationalité du tribunal judiciaire de Périgueux (compétent uniquement dans le domaine de la nationalité) ;
- de la cour d'appel, du tribunal administratif et de la  cour administrative d'appel de Bordeaux.

## Population et société

### Démographie
Les habitants de Nanteuil-Auriac-de-Bourzac se nomment les Nanteuillais.
Jusqu'en 1972, Auriac-de-Bourzac et Nanteuil-de-Bourzac étaient deux communes indépendantes. Le 1er janvier 1973, la commune de Nanteuil-de-Bourzac devient « Nanteuil-Auriac-de-Bourzac » lorsqu'elle fusionne avec la commune d'Auriac-de-Bourzac.

#### Démographie de Nanteuil-de-Bourzac, puis de Nanteuil-Auriac-de-Bourzac
L'évolution du nombre d'habitants est connue à travers les recensements de la population effectués dans la commune depuis 1793. Pour les communes de moins de 10 000 habitants, une enquête de recensement portant sur toute la population est réalisée tous les cinq ans, les populations de référence des années intermédiaires étant quant à elles estimées par interpolation ou extrapolation. Pour la commune, le premier recensement exhaustif entrant dans le cadre du nouveau dispositif a été réalisé en 2007.

En 2022, la commune comptait 233 habitants, en évolution de +7,87 % par rapport à 2016 (Dordogne : +0,37 %, France hors Mayotte : +2,11 %).
| 1793 | 1800 | 1806 | 1821 | 1831 | 1836 | 1841 | 1846 | 1851 |
| ---- | ---- | ---- | ---- | ---- | ---- | ---- | ---- | ---- |
| 661  | 570  | 625  | 729  | 848  | 840  | 808  | 816  | 803  |

| 1856 | 1861 | 1866 | 1872 | 1876 | 1881 | 1886 | 1891 | 1896 |
| ---- | ---- | ---- | ---- | ---- | ---- | ---- | ---- | ---- |
| 784  | 745  | 731  | 713  | 687  | 630  | 609  | 558  | 527  |

| 1901 | 1906 | 1911 | 1921 | 1926 | 1931 | 1936 | 1946 | 1954 |
| ---- | ---- | ---- | ---- | ---- | ---- | ---- | ---- | ---- |
| 485  | 510  | 465  | 404  | 408  | 425  | 411  | 333  | 334  |

| 1962 | 1968 | 1975 | 1982 | 1990 | 1999 | 2006 | 2007 | 2012 |
| ---- | ---- | ---- | ---- | ---- | ---- | ---- | ---- | ---- |
| 301  | 255  | 384  | 311  | 275  | 252  | 280  | 284  | 209  |

| 2017 | 2022 | - | - | - | - | - | - | - |
| ---- | ---- | - | - | - | - | - | - | - |
| 224  | 233  | - | - | - | - | - | - | - |

## Économie

### Emploi
En 2015, parmi la population communale comprise entre 15 et 64 ans, les actifs représentent 75 personnes, soit 36,1 % de la population municipale. Le nombre de chômeurs (neuf) a augmenté par rapport à 2010 (six) et le taux de chômage de cette population active s'établit à 12,3 %.

### Établissements
Au 31 décembre 2015, la commune compte trente-huit établissements, dont dix-neuf au niveau des commerces, transports ou services, douze dans l'agriculture, la sylviculture ou la pêche, quatre dans la construction, deux relatifs au secteur administratif, à l'enseignement, à la santé ou à l'action sociale, et un dans l'industrie.

## Culture locale et patrimoine

### Lieux et monuments
- L'église paroissiale Saint-Étienne de Nanteuil-de-Bourzac date du XIIe et du XVIe siècle. La cure dépendait de l'archiprêtré de Thiviers. Ancien prieuré bénédictin Saint-Jacques, elle a été légèrement fortifiée durant la guerre de Cent Ans. Le clocher a été reconstruit en 1922. Son portail Renaissance sculpté et les chapiteaux sont inscrits aux monuments historiques depuis 1948[73],[74].
- L'église paroissiale de la Nativité de Notre-Dame d'Auriac-de-Bourzac. Citée en 1365, elle dépendait du chapitre d'Aubeterre. Elle a été quasiment toute reconstruite au XIXe siècle, et le clocher date de 1920[75].

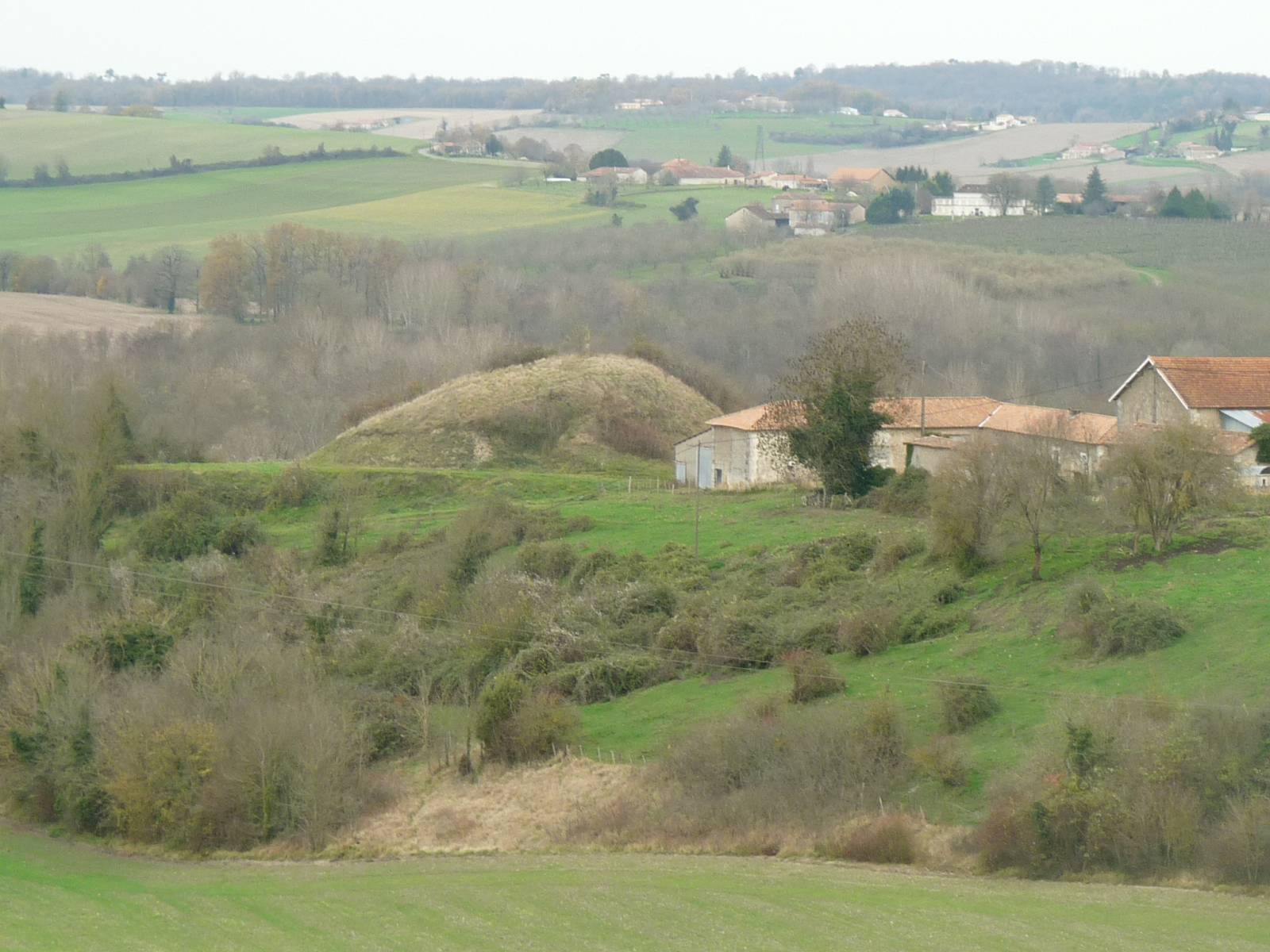
Ancien emplacement de Bourzac.

- Bourzac : vestige de château fort surplombant la vallée de la Lizonne, au nord-ouest de la commune, en limite avec Vendoire et manoir du XVe siècle.
- Manoir de la Reinerie, à l'ouest de la commune, du XVIe siècle.
- Moulins d'Auriac, du Treuil sur la Lizonne, moulins Poirier, du Pont, de Fagnac sur la Pude...
- Font St-Saturnin au pied d'Auriac

## Pour approfondir